# Røros
Røros – norweskie miasto i gmina leżąca w regionie Trøndelag.
Røros jest 31. norweską gminą pod względem powierzchni.
Zabytkowe miasto, które od 1644 do 1972 r. było centrum wydobycia miedzi, zostało w 1980 r. wpisane na Listę Światowego Dziedzictwa UNESCO.

## Demografia
Według danych z roku 2020 gminę zamieszkuje 5550 osób. Gęstość zaludnienia wynosi 2,83 os./km². Pod względem zaludnienia Røros zajmuje 175. miejsce wśród norweskich gmin.
| ludność stan na 4. kwartał 2020 |         |           |       |
|                                 | kobiety | mężczyźni | razem |
| osób                            | 2827    | 2691      | 5550  |
| %                               | 50,93%  | 49,07%    | 100%  |

| wykształcenie stan na 4. kwartał 2020, osoby powyżej 16 roku życia |        |         |        |        |
|                                                                    | podst. | średnie | wyższe | niezn. |
| osób                                                               | 1031   | 2212    | 1366   | 19     |
| %                                                                  | 22,27% | 47,79%  | 29,51% | 0,41%  |

## Edukacja
Według danych z 2020:
- liczba szkół podstawowych (norw. grunnskolar): 3
- liczba uczniów szkół podst.: 554

## Klimat
W 2008 roku został pobity rekord ciepła dla tego miasta – obecnie wynosi +30,7 st. Celsjusza. Niemniej jednak typowy jest tam klimat chłodny, cechujący się silnymi mrozami zimą - prawie co roku zdarzają się spadki temperatury do minus 40 stopni lub więcej.

## Władze gminy
Według danych na rok 2019 administratorem gminy (norw. rådmann) jest Kjersti Forbord Jensås, natomiast burmistrzem (norw. ordfører, d. borgermester) jest Isak Veierud Busch.

## Ludzie związani z Røros
- W Røros urodziła się biegaczka narciarska, Therese Johaug.
- Odkrywca złóż miedzi w Røros, Hans Aasen.
- Założyciel huty miedzi w Røros, Lorentz Lossius.